# Josep Blanquet Taberner
Josep Blanquet i Taberner (Figueres, 1873- c. 1930) fou un pintor català.
Fill de Josep Blanquet Fàbrega, pintor i regidor republicà obrerista, i d'Agustina Taberner Bernadet, ambdós de Figueres. El 1903 es va casar amb n'Assumpció Albareda Pou, de Figueres. Salvador Dalí va definir Blanquet com el «primer pintor hiperrealista de la història de l'art».
Tot i que es conserva poca informació d'aquest autor, se sap que juntament amb el seu pare eren pintors decoradors, però el fill va portar una activitat plàstica rellevant. Blanquet es va formar a l'Escola de Belles Arts de Barcelona, on va rebre classes del mestre Francesc Galofré Oller, amb el qual va treballar al seu taller. L'any 1901 va obrir una acadèmia de dibuix al carrer Muralla 10, que combinava amb l'ofici de pintor de parets i decorador de rajoles i plats. Com a pintor de teles va destacar per pintar retrats de personatges i escenes figuerenques, que sovint responien a una còpia exacta de fotografies de la seva època. Consta que va utilitzar fotografies de Josep M. Cañellas de l'Àlbum Rubaudonadeu (1888-89) per pintar alguna de les seves teles. Un parell d'obres formen part de la col·lecció permanent del Museu de l'Empordà: Pujada del Castell (1899) i Carretera d'Olot (1902).
El fons del Museu de l'Empordà compta amb vuit pintures de Josep Blanquet, quatre de procedència desconeguda i la resta incorporades el 2009 a partir d'una dació d'Inés Jové i Subirósa l'Ajuntament de Figueres el 2009. També s'atribueixen a Josep Blanquet, i possiblement també al seu fill, les pintures murals del mas Can Geli a Vilamacolum, conegudes com la Galeria dels paisatges, on es representen una sèrie d'entorns naturals inspirats tots en l'Empordà, però amb elements imaginaris.
Pujada al castell (1899, Museu de L'Empordà) ha estat presentat a l'exposició Surrealisme a Catalunya. Els artistes de l'Empordà i Salvador Dalí, al Museu de L'Hermitage, a Sant Petersburg (octubre 2016-febrer 2017).